# Iker Jiménez Elizari
Iker Jiménez Elizari   (Vitòria, 10 de gener de 1973) és un periodista basc. És llicenciat en ciències de la informació per la Universitat Complutense de Madrid i la Universitat Europea de Madrid. Presenta el programa radiofònic Universo Iker de Radioset i l'espai televisiu Cuarto Milenio de Cuatro. Ambdós tracten de fenòmens paranormals i parapsicològics i de misteris de la ciència i la història. Jiménez és també autor de diversos llibres sobre els mateixos temes.

## Biografia
Fill del galerista d'art Pedro Ramón Jiménez, expert en pintura flamenca, i de María Elizari.
Va començar la seva activitat periodística professional a Radio Alameda, emissora municipal de Torres de la Alameda amb disset anys. El seu primer programa es deia La otra dimensión. Després va treballar en l'emissora comunitària Radio Enlace (Madrid), on presentava un programa de successos i misteris anomenat Al Filo de lo Imposible. Un any després l'espai va passar a anomenar-se Al Final de la Escalera i es va emetre dos anys a l'emissora comunitària Onda Verde.
Juntament amb el també periodista Lorenzo Fernández Bueno, publica un fanzine anomenat Últimas Noticias, abans que tots dos fossin fitxats per Fernando Jiménez del Oso per a la seva nova revista mensual Enigmas (1995, Editorial Amèrica Ibèrica). En ella, va publicar els seus primers reportatges, investigacions de camp i exclusives, que van donar lloc als seus primers treballs literaris.
Va publicar el seu primer llibre, Enigmas sin resolver, el 1999, que va tenir continuació, així com altres obres monogràfiques, com Fronteras de lo imposible, El paraíso maldito o Encuentros. Ha treballat com a director i presentador a Antena 3 Radio i Radio 80 (delegació de la Corunya), Radio 16, RKR Radio, Radio Voz, Onda Madrid i Radio Intercontinental. En televisió, va col·laborar a Telecinco i Antena 3 en diversos programes abans d'arribar a la Cadena SER.
L'1 de juny de 2002 va començar a presentar el programa Milenio 3 a la Cadena SER i, després de quatre temporades, va presentar i dirigir el programa de televisió Cuarto Milenio (Cuatro), un espai nocturn idèntic a l'anterior on s'aborden diversos fenòmens paranormals i altres enigmes sense resoldre. El 2008 Cuatro li va encomanar una sèrie de reportatges anomenats Confidenciales Iker Jiménez. El primer d'ells, emès el 18 de juliol de 2008, va tractar sobre l'accident de Txernòbil. Més tard, dirigiria un altre monogràfic, El Salto Infinito, sobre els orígens i l'art de l'home prehistòric, amb tècniques i imatges inèdites, però que va fallar en audiència.
El 2013 va col·laborar en el fugaç espai de Telecinco Al otro lado, que va dirigir i va presentar la seva mateixa esposa Carmen Porter, del qual es van emetre dos programes. El 28 de juny de 2015 va emetre l'últim programa de Milenio 3 i gairebé dos mesos després es va anunciar que Iker Jiménez obriria un programa a Radioset anomenat Universo Íker. El 2015 va rebre un premi Ondas nacional de televisió por, en paraules del jurat, "la seva tasca com a presentador, comunicador i director, conduint un programa amb estil únic i consolidant el gènere del misteri tant en televisió com en ràdio".

## Obres

### Llibres de divulgació
- Enigmas sin resolver: los "expedientes X" más sorprendentes e inexplicables de España (Edaf, 1999)
- El paraíso maldito: un viaje al rincón más enigmático de nuestra geografía (Corona Borealis, 1999)
- Enigmas sin resolver II (Edaf, 2000)
- Fronteras de lo imposible (Edaf, 2001)
- Encuentros: la historia de los ovni en España (Edaf, 2002)
- Tumbas sin nombre (Edaf, 2003]), en col·laboració amb Luis Mariano Fernández
- La noche del miedo (Edaf, 2004)
- Biblioteca del misterio Iker Jiménez: El misterio de las caras de Bélmez (Aguilar, 2005), en col·laboració amb Luis Mariano Fernández
- Milenio 3: el libro (Aguilar, 2006), en col·laboració amb Carmen Porter
- Biblioteca Cuarto Milenio (25 vol.; Aguilar, 2007), director de l'obra
- Biblioteca Cuarto Milenio: Más allá de la muerte (Aguilar, 2010), en col·laboració amb Santiago Camacho i Pablo Villarrubia
- Biblioteca Cuarto Milenio: Expedición Cuarto Milenio (Aguilar, 2011), en col·laboració amb Carmen Porter
- Biblioteca Cuarto Milenio: Aventura Cuarto Milenio (Aguilar, 2011), en col·laboració amb Carmen Porter i Gerardo Peláez
- "Catálogo oficial de La nave del misterio": Libro fotográfico. (autoeditat, 2015), en col·laboració amb Juan Villa i Annaïs Pascual

### Novel·la
- Camposanto (Suma de Letras, 2005)